# Journal of Investigational Allergology and Clinical Immunology
Das Journal of Investigational Allergology and Clinical Immunology, abgekürzt J. Invest. Allergol. Clin. Immunol., ist eine wissenschaftliche Fachzeitschrift, die vom Esmon-Verlag im Auftrag der spanischen Gesellschaft für Allergologie und klinische Immunologie (SEAIC) veröffentlicht wird. Die Zeitschrift erscheint mit sechs Ausgaben im Jahr. Es werden Arbeiten veröffentlicht, die sich mit Fragestellungen aus der Allergie und der klinischen Immunpathologie beschäftigen.
Der Impact Factor lag im Jahr 2014 bei 2,596. Nach der Statistik des ISI Web of Knowledge wird das Journal mit diesem Impact Factor in der Kategorie Allergologie an zwölfter Stelle von 24 Zeitschriften und in der Kategorie Immunologie an 82. Stelle von 148 Zeitschriften geführt.